# Democracia (Jaén)
Democracia fue un periódico español publicado en la ciudad de Jaén entre 1929 y 1939. La publicación, que atravesó diversas vicisitudes a lo largo de su existencia, llegaría a ser una de las principales cabeceras del socialismo español.

## Historia
Fue fundado en 1929 por el político socialista jienense José Morales Robles, quien sería su propietario y director en los primeros años. Morales, impresor gráfico de profesión, era un destacado miembro de la UGT y el PSOE en la provincia jiennense. En 1932 este formó una cooperativa junto a sus trabajadores, y Morales les cedió la propiedad del diario. Tras la salida de Morales Robles destacarían en la dirección Enrique Esbrí Fernández, Juan Lozano Ruiz o José López Quero.
Democracia se publicaba en un formato grande, con seis columnas, algo que no era lo habitual en la prensa local jienense. Se editaba en la imprenta de Gráficas Morales. Aunque en sus inicios no ejerció como órgano del PSOE, ya durante la campaña electoral de abril de 1931 ejerció como portavoz de la Conjunción Republicano-Socialista. El diario llegaría a tener un cierto éxito y acabaría consolidándose como una de las principales cabeceras del socialismo español. A lo largo de su historia el periódico se publicó de forma irregular: nacido en 1929 como un semanario, pasaría a publicarse diariamente a partir de 1930. El gobierno radical-cedista de Alejandro Lerroux suspendió la circulación del diario en octubre de 1934, aunque volvería a reaperecer nuevamente como semanario en agosto de 1935. Siguió publicándose tras el estallido de la Guerra civil. A mediados de 1937 volvió a editarse nuevamente con carácter diario, manteniéndose en circulación hasta el final de la contienda en 1939.